# Solar (Roman)
Solar ist ein Roman des britischen Schriftstellers Ian McEwan aus dem Jahr 2010. Erzählt werden drei Abschnitte aus dem Leben des (fiktiven) Physikers Michael Beard. Beard, dem früh der Nobelpreis verliehen wurde, ist alt geworden und wird aufgrund seines Ruhms zum Chef eines Institutes, welches den Klimawandel erforscht. Die deutsche Übersetzung erschien ebenfalls 2010 und umfasst 405 Seiten.

## Handlung
Als Reaktion auf seine zahlreichen Affären wird Beard von seiner fünften Frau Patrice zuerst mit einem Handwerker, anschließend mit einem seiner Assistenten betrogen. Bei einer Aussprache stolpert der Assistent in Beards Haus und verletzt sich bei dem Aufprall auf eine Tischkante tödlich. Beard schiebt die Schuld dem Handwerker in die Schuhe, der dafür ins Gefängnis wandert, und startet mit Hilfe von Forschungsergebnissen des Assistenten eine zweite Karriere auf dem Gebiet der Solarforschung.

## Darstellung des Klimawandels
Im Gegensatz zu dem Titel des Buches spielt weniger die Solarenergie eine Rolle als der chaotische und neurotische Physiker: 

„Solarenergie ist bei McEwan, was Hitchcock einen MacGuffin nannte: Sie bringt lediglich das Uhrwerk des Romans in Gang, das um Lichtjahre komplexer durchdacht ist als die Aussage, die es vor sich herträgt und insgeheim munter sabotiert.“

## Darstellung Beards
„Man muss Beard und seine Neurosen wohl symbolisch lesen: Die Welt soll von jenen gerettet werden, die selber dabei sind, sich abzuschaffen, wozu im Übrigen auch Beards Weigerung gehört, Kinder in die Welt zu setzen. […] Wir, die wir mit unseren Schwächen immer wieder vom hehren Weg abzweigen, erkennen uns irgendwie in diesem unsympathischen, über die Jahre karrieregeil gewordenen Michael Beard wieder. Er ist unser schlechtes Gewissen. Beard repräsentiert alles, was die Gesellschaft am Fortschreiten hindert. Er ist das Menschheitsproblem und zugleich Teil der Lösung.“

„Wer allerdings ein grandios lustiges Buch über einen gut 50-jährigen Erotomanen und Alkoholiker, der sich mit Taschenspielertricks durchs Leben hangelt, lesen möchte, ist mit "Solar" hervorragend bedient. Anders als in seinem vorigen Buch, "Am Strand", will McEwan mit diesem Roman offenbar kein Exempel statuieren, nicht grundsätzlich über eine Zeit oder das Verhältnis der Geschlechter urteilen. "Solar" wirkt wie das Werk eines sehr gutgelaunten, zu mancher Albernheit aufgelegten Mannes, der sich und der Welt nichts zu beweisen hat. Der vom Klimawandel bedrohte Eisbär erweist sich auf ziemlich unerwartete Weise als entscheidend für die Handlung. Die literarische Verarbeitung eines oft erzählten urbanen Mythos gehört zu den Höhepunkten des Buchs. Und dann gibt es auch noch eine Verwicklung, die fast schon an Thilo Sarrazin erinnert - nicht mit Schaum vor dem Mund geschrieben, sondern als absurde Geschichte grundsätzlicher Missverständnisse. Anders als manches von McEwans früheren Büchern, war "Solar" offenbar nicht als Meisterwerk angelegt - und ist es gerade deswegen geworden. Ein lässiges Meisterwerk allerdings.“

## Ausgaben
- Solar. Novel, Jonathan Cape, London 2010, ISBN 0-224-09049-6 (Originalausgabe).
- Solar. Roman, aus dem Englischen von Werner Schmitz, Diogenes Verlag, Zürich 2010, ISBN 978-3-257-06765-1 (Deutsche Erstausgabe).